# HITS ONE PREMIUM powered by Billboard JAPAN
『HITS ONE PREMIUM powered by Billboard JAPAN』（ヒッツ ワン プレミアム パワード バイ ビルボード ジャパン）は、2017年4月2日から2018年3月4日までTOKYO FMをキーステーションに37局ネットで放送されていた音楽番組。インターネットラジオ TS ONEで放送中の『HITS ONE powered by Billboard JAPAN」のプレミアム版。

## 概要
Billboardに蓄積されたデータとITの進化がもたらした現代の細分化されたデータ、この２つを横断的に扱い、より立体的に音楽の楽しさと奥の深さを発信するプログラム。「ヒット」をキーワードに音楽の最新トレンド＝＜ヒットの予兆＞を紐解くほか、米Billboardの過去チャートから時代を彩った名曲＝＜ヒットの背景＞を深掘りするなど、新旧の音楽にフォーカスしていく。東京・半蔵門のTOKYO FM本社スタジオからの生放送。

## 傾向
この番組はアメリカで最も権威のある音楽チャート、ビルボードのデータをもとに＜現在＞＜過去＞＜未来＞のヒットを生放送で届ける。
ビルボード・ジャパンの総合チャートとは、
1. 『セールス』
CDセールスとダウンロード数、そしてストリーミング数の集計データ。
2. 『ルックアップ』
CDをパソコンで取り込むときにデータベースにアクセスした回数。
3. 『ラジオ・データ』
単純なON AIR回数ではなく、人口などを考慮した独自データでラジオで多く聞かれた曲を集計。
4. 『ミュージックビデオデータ』
YouTube、Gyaoをもとにした国内における動画、MUSIC VIDEOの再生回数。
5. 『ツイッター』
アーティストと曲名の両方をツイートした数を集計したもの。

以上の5項目を踏まえて集計されたチャートのため、単純なCDの売上では分からないヒットが分かる。この番組では、ビルボードチャートを様々な角度から分析して注目の楽曲をOAしていく。

## コーナー
＜USチャートアーカイブ＞
100年以上の歴史を持つ全米ビルボードの膨大なオフィシャルデータをもとに、時代に名を残した名曲を、その時代背景と併せて紹介していくコーナー

## ネット局
JFN全国37局ネット。★印は2017年8月現在、「radiko」（プレミアム含む）で聴取可能な放送局。
| 放送対象地域 | 放送局                   | 備考    |
| ------------ | ------------------------ | ------- |
| 東京都       | TOKYO FM★                | ※制作局 |
| 北海道       | AIR-G'★                  |         |
| 青森県       | AFB★                     |         |
| 岩手県       | FM IWATE★                |         |
| 宮城県       | Date fm★                 |         |
| 秋田県       | AFM                      |         |
| 山形県       | Rhythm station           |         |
| 福島県       | ふくしまFM★              |         |
| 栃木県       | RADIO BERRY★             |         |
| 新潟県       | FM-NIIGATA★              |         |
| 富山県       | FMとやま★                |         |
| 石川県       | HELLO FIVE★              |         |
| 福井県       | FM福井                   |         |
| 長野県       | FM長野★                  |         |
| 岐阜県       | FM GIFU★                 |         |
| 静岡県       | K-mix★                   |         |
| 愛知県       | FM愛知★                  |         |
| 三重県       | レディオキューブ FM三重★ |         |

| 放送地域       | 放送局        | 備考 |
| -------------- | ------------- | ---- |
| 滋賀県         | e-radio★      |      |
| 大阪府         | FM大阪★       |      |
| 兵庫県         | Kiss FM KOBE★ |      |
| 鳥取県・島根県 | V-air         |      |
| 岡山県         | FM岡山        |      |
| 広島県         | HFM★          |      |
| 山口県         | FM山口        |      |
| 香川県         | FM香川        |      |
| 徳島県         | FM徳島        |      |
| 愛媛県         | FM愛媛★       |      |
| 高知県         | Hi-Six        |      |
| 福岡県         | FM福岡★       |      |
| 佐賀県         | FMS           |      |
| 長崎県         | FM長崎★       |      |
| 熊本県         | FMK★          |      |
| 大分県         | FM大分★       |      |
| 宮崎県         | JOY FM        |      |
| 鹿児島県       | μFM★          |      |
| 沖縄県         | FM沖縄        |      |

2017年8月現在、JFN系列でFMぐんまのみネットしていない（長きにわたってローカルセールス枠としている。当該時間帯は「Joint&Jam 〜global dance traxx〜」を放送）。